# Толер, Пенни
Вирджиния «Пенни» Толер (англ. Virginia "Penny" Toler; род. 24 марта 1966 года в Вашингтоне, Округ Колумбия) — американская профессиональная баскетболистка, выступавшая в женской национальной баскетбольной ассоциации. За три месяца до основного драфта ВНБА 1997 года была распределена в команду «Лос-Анджелес Спаркс». Играла в амплуа разыгрывающего защитника. По завершении спортивной карьеры была назначена на должность генерального менеджера «Спаркс», на которой работает и в настоящее время. В 2014 году после увольнения Кэрол Росс работала временным главным тренером «Лос-Анджелеса».

## Ранние годы
Пенни Толер родилась 24 марта 1966 года в городе Вашингтон (округ Колумбия), столице США, у неё есть три брата и четыре сестры.